# Pyhrn Autobahn
L'autostrada austriaca A9, Pyhrn Autobahn, originandosi dall'A1 West-Autobahn Vienna-Salisburgo, collega Linz con Graz attraverso numerosi e lunghi tunnel, innestandosi sull'A2 Tarvisio-Vienna e proseguendo poi per Maribor in Slovenia tramite la Avtocesta A1.